# Orden „Für den Dienst am Vaterland in den Streitkräften der UdSSR“
Der Orden „Für den Dienst am Vaterland in den Streitkräften der UdSSR“ (russisch За службу Родине в Вооружённых Силах СССР) war eine militärische Auszeichnung der Sowjetunion, welche am 28. Oktober 1974 vom Präsidium des Obersten Sowjets in drei Klassen gestiftet wurde. Dieser Orden war dabei der einzige Militärorden, der nach dem Zweiten Weltkrieg gestiftet wurde.

## Verleihungsbedingungen
Der Orden diente als Anerkennung für Erfolge in der politischen und Gefechtsausbildung sowie für die Förderung einer hohen Gefechtsbereitschaft sowie die Einführung neuer Kampftechniken. Ferner konnte er verliehen werden für beispielgebende Dienstverrichtung, für die erfolgreiche Verrichtung von Sonderaufträgen, für Tapferkeit und Selbstlosigkeit bei der Erfüllung der militärischen Pflicht sowie für andere Verdienste während der Dienstzeit in den Streitkräften der UdSSR. Verleihungsberechtigter Personenkreis waren alle Angehörigen der Sowjetarmee, der Seekriegsflotte, der Grenztruppen der UdSSR sowie die Truppen des Innern. Mit Verleihung des Ordens waren auch private Privilegien verbunden. So hatte der Beliehene der I. Klasse Anspruch auf besseren und/oder größeren Wohnraum bzw. wurde bei der Vergabe derartiger Wohnungen bevorzugt behandelt. Inhaber niedrigerer Klassen konnten kostenlos öffentliche Verkehrsmittel oder Sanatorien nutzen. Bei einem Großteil der ausgezeichneten Personen war auch eine Anhebung der künftigen Rente um bis zu 15 Prozent möglich.

## Aussehen und Trageweise
Das Ordenszeichen aller Klassen besteht aus einem zusammengesetzten und gewölbten achtstrahligen Stern mit Anker, Schwingen und Raketen, von denen vier strahlenförmig (Vordergrund) und vier emailliert (Hintergrund) sind. Die Maße zwischen den emaillierten Strahlen betragen 65 mm und bei den strahlenförmigen 58 mm. In der Mitte des aufgelegten strahlenförmigen Sterns befindet sich ein 25 mm durchmessendes Medaillon mit einem Sowjetstern vor einem Kranzgebinde sowie der Kreisumschrift auf weißem Grund: За службу Родине в ВС СССР (Für den Dienst am Vaterland in den Streitkräften der UdSSR). Den Abschluss des Schriftringes bilden Hammer und Sichel, die am unteren Rand mittig angebracht sind. Bei der III. und untersten Klasse sind die vier glatten Arme des Sterns bläulich emailliert. Alle anderen Teile sind silbern gehalten. Bei der II. Klasse ist der mittige Stern sowie die Konturen des äußeren emaillierten Sterns golden gehalten. Die I. und höchste Klasse zeigt einen goldenen strahlenförmigen Stern, einen goldenen Stern im Medaillon sowie goldene Raketenprojektile.
Obwohl es sich um ein Steckkreuz handelt, wurde zum Ordenszeichen ein Ordensband gestiftet, welches jedoch nur in der Interimspange getragen wurde. Das Band ist dabei hellblau gehalten, wobei bei der III. Klasse drei gelbe je 2 mm breite Mittelstreifen eingewebt sind, die im Abstand von 1,5 mm stehen. Bei der II. Klasse wurden zwei gelbe Mittelstreifen und bei der I. Klasse ein gelber Mittelstreifen eingewebt. Getragen wurde die Ordensdekoration auf der rechten Brustseite des Beliehenen.
| Ordenszeichen I. Klasse | Ordenszeichen II. Klasse | Ordenszeichen III. Klasse |
| ----------------------- | ------------------------ | ------------------------- |
|                         |                          |                           |
| Interimspangen          |                          |                           |
|                         |                          |                           |

## Verleihungszahlen
Die erste Verleihung der III. Klasse erfolgte am 17. Februar 1975 an eine Gruppe von Angehörigen der Landstreitkräfte sowie an eine Gruppe von Angehörigen der Flotte. Beide Auszeichnungen erfolgten dabei als Kollektivauszeichnung. Die I. Klasse erhielten folgende 13 Personen:
1. Iwan Grigorjewitsch Sawjalow
2. Boris Nikolajewitsch Agapow (alle drei Klassen)
3. Wladislaw Alexejewitsch Atschalow (alle drei Klassen)
4. Georgi Filippowitsch Baidukow (alle drei Klassen)
5. Albert Alexejewitsch Borowski
6. Alexander Semjonowitsch Werjowkin
7. Alexander Konstantinowitsch Kosakow
8. Iwan Konstantinowitsch Kolodjaschny
9. Gennadi Konstantinowitsch Loschkarew
10. Juri Michailowitsch Orlow
11. Wassili Alexejewitsch Poroschin
12. Waleri Nikolajewitsch Sergejew
13. Wassili Wassiljewitsch Schtscherbakow

Die II. Klasse erhielten unter anderem folgende Persönlichkeiten:
- Howhannes Baghramjan
- Alexander Michailowitsch Wassilewski
- Iwan Ignatjewitsch Jakubowski
- Wiktor Georgijewitsch Kulikow
- Pawel Fjodorowitsch Batizki
- Kirill Semjonowitsch Moskalenko
- Nikolai Wassiljewitsch Ogarkow
- Filipp Iwanowitsch Golikow
- Sergei Georgijewitsch Gorschkow
- Alexei Alexejewitsch Jepischew
- Grigori Lipmanowitsch Sokolow
- I. G. Pawlowski
- Semjon Konstantinowitsch Kurkotkin
- Alexander Altunin
- Pawel Iwanowitsch Batow
- A. S. Schadow
- S. P. Iwanow
- Dmitri Danilowitsch Leljuschenko
- Alexander Alexandrowitsch Lutschinski
- Wassili Filippowitsch Margelow
- Iwan Iwanowitsch Fedjuninski
- S. P. Wasjagin
- Feodossi Nikolajewitsch Krassowski
- Alexander Iwanowitsch Pokryschkin
- Pawel Alexejewitsch Rotmistrow
- Michail Jefimowitsch Katukow
- Pawel Polubojarow

Bis Anfang 1981 erhielten die III. Klasse des Ordens etwa 50.000 Persönlichkeiten. Im Februar 1978 wurden erneut 150 Kommandeure sowie Politarbeiter der sowjetischen Streitkräfte mit der II. Klasse ausgezeichnet. Darunter auch Generalleutnant Wassili Iwanowitsch Winogradow am 30. Juli 1978 anlässlich seines 70. Geburtstages. Bis zur Auflösung der Sowjetunion wurde 69.576 mal die III., 589 mal die II. und 13 mal die I. Klasse (Gesamt: 70.178) verliehen.